# Aptesis subguttata
Aptesis subguttata là một loài tò vò trong họ Ichneumonidae.